# Ivory Tower (entreprise)
 (décembre 2014).
Si vous disposez d'ouvrages ou d'articles de référence ou si vous connaissez des sites web de qualité traitant du thème abordé ici, merci de compléter l'article en donnant les références utiles à sa vérifiabilité et en les liant à la section « Notes et références ».
Ivory Tower est un studio de développement de jeux vidéo basé à Villeurbanne, près de Lyon, en France. Il est fondé en 2007 par Ahmed Boukhelifa, Stephane Beley et Emmanuel Oualid. On retrouve au sein de l'équipe de développement des personnes ayant travaillé auparavant chez Eden Games sur des jeux des séries Need for Speed, Test Drive Unlimited et V-Rally.
Le nom "Ivory Tower" proviendrait d'ailleurs du surnom donné à l'équipe fondatrice du studio lorsqu'elle travaillait encore chez Eden Games. Une "tour d'ivoire", en référence au fait que ceux-ci s'étaient coupé du reste du studio, ne parlant plus à personne pendant la fin du développement de Test Drive Unlimited.
Leur premier jeu, The Crew, est sorti en décembre 2014 sur PlayStation 4, Xbox One, Xbox 360 et Windows.
L'arrivée de The Crew 2 en mai 2018 et de The Crew Motorfest en septembre 2023 marque un tournant pour l'entreprise qui commence à produire des véhicules purement fictif pour leur jeu.[pertinence contestée]

## Historique
En octobre 2015, le studio est racheté par l'éditeur français Ubisoft, à la suite du succès de The Crew qui s'est vendu à plus de 3 millions d'exemplaires. Ivory Tower devient donc le 5e studio d'Ubisoft situé en France, après ceux de Paris, Annecy, Montpellier et de Nadeo.

## Jeux développés
| Titre                             | Année | Plate(s)-forme(s)                                            |
| --------------------------------- | ----- | ------------------------------------------------------------ |
| The Crew                          | 2014  | PlayStation 4, Xbox One, Xbox 360, Windows                   |
| The Crew: Wild Run (DLC)          | 2015  | PlayStation 4, Xbox One, Windows                             |
| The Crew: Calling All Units (DLC) | 2016  | PlayStation 4, Xbox One, Windows                             |
| The Crew 2                        | 2018  | PlayStation 4, Xbox One, Windows, Google Stadia              |
| The Crew Motorfest                | 2023  | PlayStation 4, PlayStation 5, Xbox One, Xbox Series, Windows |